# Langues en Ukraine

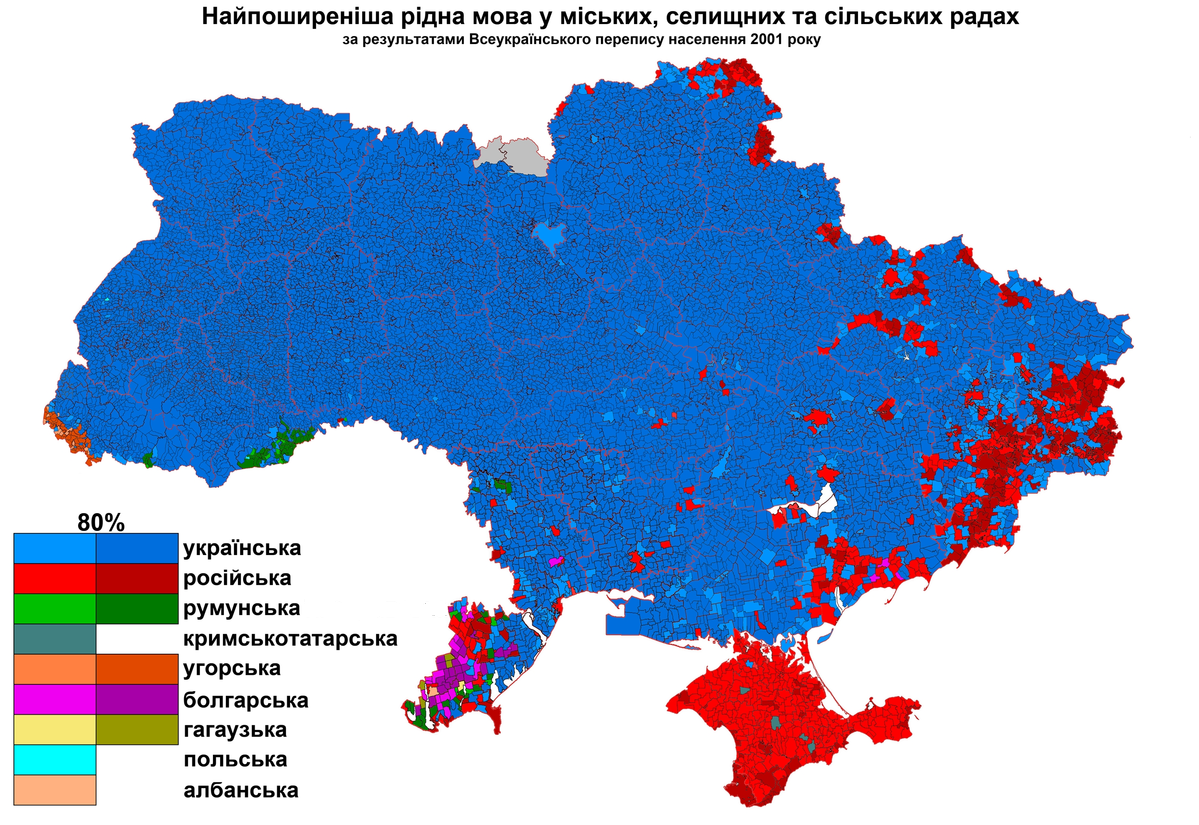
La langue maternelle la plus répandue dans les municipalités d'Ukraine lors du recensement de 2001.

Pourcentage de la population dont la langue maternelle est l'ukrainien (2001). Dans quatre oblasts, ce pourcentage est minoritaire. La langue natale n'est pas forcément la langue parlée à l'âge adulte.

Pourcentage de la population dont la langue maternelle est le russe (2001).

Les langues en Ukraine sont diverses dans ce pays. Seul l’ukrainien a le statut de langue officielle, mais le pays comporte plusieurs langues minoritaires, dont seul le tatar de Crimée possède un statut de langue régionale, en Crimée.

## Historique et description
Le russe domine à l’Est et au Sud du pays. Le fait que la plupart des Ukrainiens comprennent le russe couramment est dû à la proximité des deux langues et à l’intégration jusqu’en 1991 de l’Ukraine dans l’Union soviétique, mais aussi à un passé plus ancien, les deux tiers Est et Sud du pays, avec la capitale Kiev, ayant fait partie pendant plus de trois siècles de l’Empire russe, d’où la présence de 17 % de russophones usuels et, en 2001, de 29,6 % de russophones natifs.
Dans l’Ouest du pays, on trouve des minorités qui parlent le polonais, le hongrois, le biélorusse, le roumain, le romani et le rusyn. Le tchèque et le slovaque étaient jadis parlés en Ruthénie subcarpathique ; le grec pontique et l’arménien au Sud de la Crimée (autour de Sébastopol et de Sourhkat). Déportés sous Staline en 1945, les Tatars de Crimée qui sont rentrés au pays, essentiellement après 1961, parlent tatar de Crimée mais surtout le russe.
Le yiddish était lui aussi parlé depuis des siècles dans pratiquement toute l’Ukraine, jusque dans les années 1960 : après avoir diminué de 80 % durant la Seconde Guerre mondiale en raison de la Shoah, il finit par disparaître après la guerre en raison de l’émigration des survivants vers Israël et du passage des juifs au russe et à l’hébreu. L’allemand de la mer Noire a disparu après la Seconde Guerre mondiale en raison de l’expulsion ou de la déportation au Kazakhstan de ses locuteurs.
Depuis le début de la guerre russo-ukrainienne en 2014, et dans une large mesure depuis le début de l'invasion de l'Ukraine par la Russie en 2022, l'intérêt pour la langue, la culture et l'histoire ukrainiennes a considérablement augmenté dans la société ukrainienne. En même temps, il y a un rejet massif et parfois une hostilité envers la langue russe,,. Le soutien à l'idée de donner au russe un statut officiel dans toute l'Ukraine ou dans certaines de ses régions a atteint son niveau le plus bas sur toute la période observée,.
Parallèlement, la Russie poursuit une politique de russification forcée des territoires ukrainiens qu'elle occupe : dans les écoles, l'enseignement est exclusivement dispensé en russe, même dans les colonies entièrement ukrainophones, et les manuels scolaires ukrainiens sont interdits,,. Selon un rapport de l'organisation de défense des droits de l'homme Human Rights Watch, la Russie endoctrine les enfants scolarisés dans les territoires occupés avec de la propagande anti-ukrainienne, et les fonctionnaires russes ont pris et continuent de prendre des mesures pour éliminer la langue ukrainienne, en violation d'un certain nombre de dispositions du droit international. Les enfants ukrainiens expulsés de force vers la Russie sont également exposés à la russification,,.

## Langues dans l'enseignement
Chez les plus jeunes, surtout dans les grandes villes, le choix de l’anglais en seconde langue devient de plus en plus important. Aujourd’hui, la langue allemande est surtout enseignée à l’université : elle est considérée comme une langue à usage commercial, troisième langue étrangère enseignée après le russe et l’anglais. En 2013, les langues étrangères les plus enseignées dans le primaire et le secondaire étaient l’anglais (3 534 227 apprenants), suivi de l’allemand (592 086) et du français (193 201).

## Statut du russe
L'ukrainien est la langue officielle de l'Ukraine depuis la Loi sur les langues de la RSS d'Ukraine, adoptée en 1989 deux ans avant l'indépendance du pays.
La Loi ukrainienne sur la politique linguistique de l'État, no 5029-VI, dite loi Kivalov-Kolesnichenko, votée par la Rada le 3 juillet 2012 et entrée en vigueur le 10 août suivant sous la présidence du pro-russe Viktor Ianoukovytch, réaffirme le statut de langue officielle de l'ukrainien tout en accordant celui de langue régionale aux langues dont les locuteurs constituent plus de 10 % de la population d'une région ou localité. Ce statut, qui s'applique aux seules régions concernées, y permet l'emploi d'une langue à égalité avec la langue officielle. La loi concerne de fait principalement le russe dans treize régions sur vingt-sept dont la capitale Kiev, même si elle s'applique officiellement au russe, biélorusse, bulgare, arménien, gagaouze, yiddish, tatar de Crimée, moldave, allemand, grec moderne, polonais, romani, roumain, slovaque, hongrois, ruthène, karaïte et au criméen. Le hongrois, le moldave et le roumain obtiennent ainsi ce même statut dans plusieurs villes de l'Ukraine occidentale.
Après la destitution de Viktor Ianoukovitch en 2014 à la suite de l'Euromaïdan, la loi Kivalov-Kolesnichenko est abrogée à la Rada le 23 février 2014. Ce vote conduit cependant aux manifestations anti-Maïdan, qui amènent le président par intérim Oleksandr Tourtchynov à ne pas entériner la loi. Le pro-occidentaux Petro Porochenko, est élu à la présidence en mai 2014, et les élections législatives d'octobre 2014 voient la victoire des formations pro-occidentales à la Rada. Porochenko ne signe cependant pas non plus l'abrogation de la loi, qui reste ainsi en vigueur plusieurs années encore. Le 28 février 2018, la Cour constitutionnelle de l'Ukraine juge finalement la loi Kivalov-Kolesnichenko inconstitutionnelle, mettant fin au statut de langue régionale du russe qui le plaçait à égalité de l'Ukrainien dans les régions concernées,. 
Une nouvelle loi est votée et adoptée sous la présidence de Volodymyr Zelensky, élu en avril 2019. Entrée en vigueur le 17 juillet 2019, la loi fait de l'ukrainien la seule langue officielle. Elle seule est depuis autorisée à être employée par les autorités et institutions aussi bien nationales que régionales ou locales, ainsi que par les entreprises. L'unique exception concerne la Crimée, où la langue tatare de Crimée est autorisée en tant que « langue du peuple autochtone ukrainien »,. Les autres langues, y compris le russe, restent protégées pour leur utilisation dans la vie courante par la Charte européenne des langues régionales ou minoritaires, à laquelle l'Ukraine a adhéré en 1996.